# Francesc Galtayres
Francesc Galtayres era membre d'una família d'orgueners catalans del segle XVII, formada per ell i el seu tiet, Joan Galtayres.
Va estar actiu entre 1633 i 1678; sent veí successivament de Santa Coloma de Farners l'any 1641 i de Santa Coloma de Centelles (Barcelona) el 1650.
Aquest va construir els orgues per les esglésies de Centelles (1633), de Monistrol de Montserrat (1648), d'Arenys de Mar (1648), de Santa Maria del Pi de Barcelona (1650), de Santa Maria de Ripoll (1652) i de Sellent (1657, acabada el 1661). Va compondre els orgues de les esglésies barcelonines de Santa Maria del Pi (1641), de Nostra Senyora del Palau (1672), dels Sants Màrtirs Sant Just i Pastor (1672-73, 1678) i de Sant Joan.